# Hug l'Abat
Hug dit l'Abat (? -886) fou un membre de l'Antiga Casa de Welf, tan influent al Francia Occidentalis com a Germània, que per un temps va tenir el control de l'herència robertina (l'herència de Robert el Fort).
Era fill de Conrad I de Borgonya i d'Adelaida, filla d'Hug de Tours i de l'Alta Alsàcia (mort el 837). El seu pare era comte de París; el seu oncle comte-bisbe de Saint-Riquier, la seva tia era la cèlebre emperadriu Judit de Baviera, dona de Lluís I el Pietós, era doncs cosí germà de Lluís el Germànic, de Lotari I i de Carles II el Calb.
Després de la mort de Robert el Fort (juliol del 866), durant la minoria dels fills d'aquest, se li va atribuir la seva tutela, així com la Marca de Nèustria i altres honors. No es coneix el parentiu exacte d'Hug l'Abat amb Robert el Fort i s'ha pensat molt de temps que la seva mare Adelaida s'havia casat de nou amb Robert. Però estudis recents permeten pensar que la dona de Robert el Fort era més aviat Emma, una filla de Conrad i d'Adelaida i, per tant, una germana d'Hug l'Abat.
Se'l va fer clergue i se li va donar l'Abadia de Sant Germà d'Auxerre. Tanmateix no era abat laic, és a dir protector d'un monestir, sinó veritablement home d'església, encara que era difícil distingir llavors els comtes dels prelats i dels grans abats. Fou també abat de Saint-Julien d'Auxerre, de Saint-Aignan d'Orleans, de Saint-Riquier, de Saint-Bertin, de Saint-Vaast d'Arras i de Sainte-Colombe de Sens.
Carles el Calb el va enviar en missió al Nivernais; Hug era un servidor lleial. Es discerneix en ell, des d'aquest moment la tendència de l'església a sostenir els carolingis contra els federals o regionalistes. En el moment de la revolta dels nobles el 858 en favor de Lluís el Germànic, va acollir a Carles el Calb a Borgonya. Era llavors l'adversari decidit de Robert el Fort. Quan aquest va entrar després en gràcia, Hug l'Abat va ser desposseït dels seus «honors» eclesiàstics i es va exiliar al Regne de Lotaríngia. Va esdevenir arquebisbe de Colònia el 864, però cridat per Carles el Calb va tornar en França on va entrar altre cop en el favor reial.
El 866, quan Robert el Fort va morir, Hug l'Abat va rebre totes les seves abadies (entre les quals Noirmoutiers i Saint-Martin de Tours), tots els seus comtats i fins i tot el comandament militar entre el Sena i el Loira, sent llavors marquès de Nèustria, comte de Tours, d'Angers i d'Auxerre. D'això es pot deduir que els honors i els beneficis no eren encara hereditaris. Odó i Robert, fills de Robert el Fort, no van heretar els càrrecs. No van conservar més que alguns béns patrimonials a Beauce i a Turena. Hug l'Abat els va agafar sota la seva protecció, tot i haver estat l'enemic del seu pare. La seva generositat de cor es va mostrar en aquesta actuació, que va ser la fortuna dels dos orfes. Era un caràcter complex, al mateix temps guerrer i pacífic, amb un sentit polític i una alçada de vista poc comuna a la seva època. Va lluitar amb constància i sort contra els normands, continuant la tasca de Robert el Fort, estenent el seu comandament fins al nord de França; va ser també arxicapellà de la cort, i el principal conseller, per no dir el primer ministre, de Lluís el Tartamut, de Lluís III i de Carloman II. La seva idea, de cara als normands, era de mantenir la concòrdia entre els prínceps carolingis, fossin quines fossin les rivalitats i les divergències, les quals no van faltar, però Hug manejava la força i la diplomàcia amb la mateixa destresa. La sort va contribuir a l'èxit.
El 15 d'octubre de 879, Bosó de Vienne (Bosó V de Provença), cunyat de Carles el Calb, comte de Troyes, comte i marquès de Provença, comte de Chalon, Vienne i Mâcon fou quasi per sorpresa escollit rei de Provença. Era el primer cop que un personatge de fora de la família dels carolingis cenyia una corona. Va ser fàcil a Hug l'Abat de reconciliar els carolingis per desposseir l'usurpador.
El 884 va donar suport a Carles III el Gras en la successió a França, però va morir el 886 abans de poder enviar ajut al setge de París (pels normands) del 885-86.